# Hendrik Walraad van Waldeck-Eisenberg
Hendrik Walraad (Culemborg, 28 maart 1642 - Graz, 15 juli 1664) was sinds 1645 graaf van Waldeck-Eisenberg en Culemborg en heer van Werth. 

## Leven
Henrik Walraad was de zoon van graaf Filips Theodoor van Waldeck-Eisenberg (1614–1645) en Maria Magdalena van Nassau-Siegen. Hij werd in 1659 door de keizer meerderjarig verklaard en huwde op 26 januari 1660 met Juliane Elisabeth van Waldeck-Wildungen, een dochter van graaf Filips VII van Waldeck-Wildungen. Het huwelijk beleef kinderloos.
Nadat zijn vader jong was overleden, nam zijn oom Georg Frederik van Waldeck-Eisenberg het regentschap waar. Hendrik Walraad resideerde op de burcht Eisenberg, die in 1621 tijdens de Dertigjarige Oorlog door troepen van het landgraafschap Hessen-Kassel zwaar beschadigd was. Hij was de laatstse graaf, die de burcht liet herstellen, waarvan de wapens van hem en zijn vrouw en het jaartal 1662 nog getuigen.
Hij was op weg om zich aan te sluiten bij de troepen van het Heilige Roomse Rijk in de Turkenoorlog van 1663/1664 tegen het Ottomaanse Rijk, toen hij plotseling overleed in Graz. Na zijn dood vielen de graafschappen Waldeck-Eisenberg en Culemborg en de heerlijkheid Werth aan zijn oom Georg Frederik van Waldeck-Eisenberg.